# Източносахалински планини
Източносахалинските планини или Източен хребет (на руски: Восточно-Сахалинские горы) е планина, разположена в източната част на остров Сахалин, в Сахалинска област на Русия.
Простира се от север на юг на протежение от 280 km и ширина до 85 km между долините на реките Поронай и Тим на запад и северозапад и до брега на Охотско море на изток. На югоизток планината продължава на полуостров Търпение. Източносахалинските планини се състоят от няколко кулисообразно разположени планински хребети. По оста на планината се простират два хребета със стръмни склонове: на север Набилски (Затимовски) с максимална височина връх Лопатин 1609 m (50°51′05″ с. ш. 143°08′29″ и. д. / 50.851389° с. ш. 143.141389° и. д.), а на юг – Централния хребет с връх Соколов 1125 m. Планината е силно разчленена от надлъжни и напречни речни долини. На височина 400, 800 и 1100 – 1250 m са се съхранили древни заравнени повърхности, а в източните предпланински части – морски тераси. Източносахалинските планини са типичен антиклинорий, изграден от палеозойски и мезозойски метаморфни, интрузивни и ефузивни скали. На изток и юг се срещат горнокредни и неогенни морски седименти (алевролити и др.). Силно сеизмичен район от 6-а, а на изток и 7-а степен.
Климатът е мусонен, морски. Зимата е сурова вследствие охлаждащото влияние на Охотско море със средна януарска температура –14 °C, а лятото е прохладно със средна августовска температура 14 – 16 °C. Годишната сума на вележите варира от 600 до 1000 mm с максимум през лятото и септември. От Източносахалинските планини водят началото си множество къси и бурни реки, в т.ч. Поронай и Тим най-големите реки на остров Сахалин. Към водосбора на Поронай спадат реките Крести, Валза и др., към водосбора на Тим – Громов, Пиленга и др., а множество реки протичащи по източните и южните склонове на планината се вливат директно в Охотско море – Вази, Набал, Пилмги, Чамгу, Пурш-Пурш, Венгери, Лангери, Хой, Пиленга, Рукутама, Оленя и др.
По склоновете на планината растителността е представена предимно от смърчово-елова тайга, развита върху кафяви горски неоподзолени почви. По източните склонове господства смърчово-лиственична тайга върху планински подзолисти почви. В горните планински пояси преобладават малки гори от храстовидна каменна бреза и кедров клек, а по върховете – планинската тундра. По източното подножие, по древните морски тераси тайгата се сменя с океански клек и пасища.